# Borgward B 2000 A/O
Der Borgward B 2000 A/O (Allrad mit Ottomotor) ist ein Lkw mit 0,75 t Nutzlast aus der Erstausstattung der Bundeswehr als Fahrzeug zum Personentransport mit neun Sitzen oder für den Transport von Lasten mit einem Pritschenaufbau und Plane. Er wurde ab 1955 gebaut und von 1956 bis zur Ausmusterung der letzten Fahrzeuge 1975 eingesetzt.

## Entwicklung
Mit Aufstellung der Bundeswehr ab 1955 wurde die militärische Forderung nach einem leichten geländegängigen Fahrzeug für den Personal- und Materialtransport in der Lastenklasse 0,75 t bis 1,5 t Nutzlast definiert. Es bewarben sich Opel, Hanomag und Borgward mit eigenen Konstruktionen, die sich stark an dem Erscheinungsbild des im Zweiten Weltkrieg genutzten Pkw schwer/Lkw leicht Mercedes-Benz L 1500 A bzw. Horch orientierten.
Sowohl der Borgward B 2000 A/O als auch der Opel Blitz A erzielten fast gleiche, gute technische Ergebnisse in der Erprobung. Das Verwindungsverhalten des Borgwards war im Gelände jedoch dank eines zweigeteilten Aufbaus besser. Den Zuschlag erhielt Borgward aufgrund des günstigeren Angebots. Auch die britische Rheinarmee beschaffte das Fahrzeug.

## Beschaffung
In den Jahren 1955 bis 1961 wurden insgesamt ca. 6400 Fahrzeuge zum Stückpreis von ca. 15.000 DM beschafft. Gefertigt wurden vorwiegend 9-Sitzer-Kübelwagen und nur in sehr geringem Umfang Pritschenfahrzeuge der Lastenklasse 0,75 t, zusätzlich auch wenige Fahrzeuge in der Lastenklasse 1,5 t.
Von 1962 bis 1968 fertigte auch Büssing als zeitweiliger Besitzer des ehemaligen Borgward-Lkw-Werks in Osterholz-Scharmbeck dort 168 baugleiche Fahrzeuge für den Bundesgrenzschutz. Die von Büssing gebauten Fahrzeuge trugen jedoch nicht mehr den Borgward-Rhombus als Markenzeichen, sondern den Braunschweiger Löwen.

## Verwendung

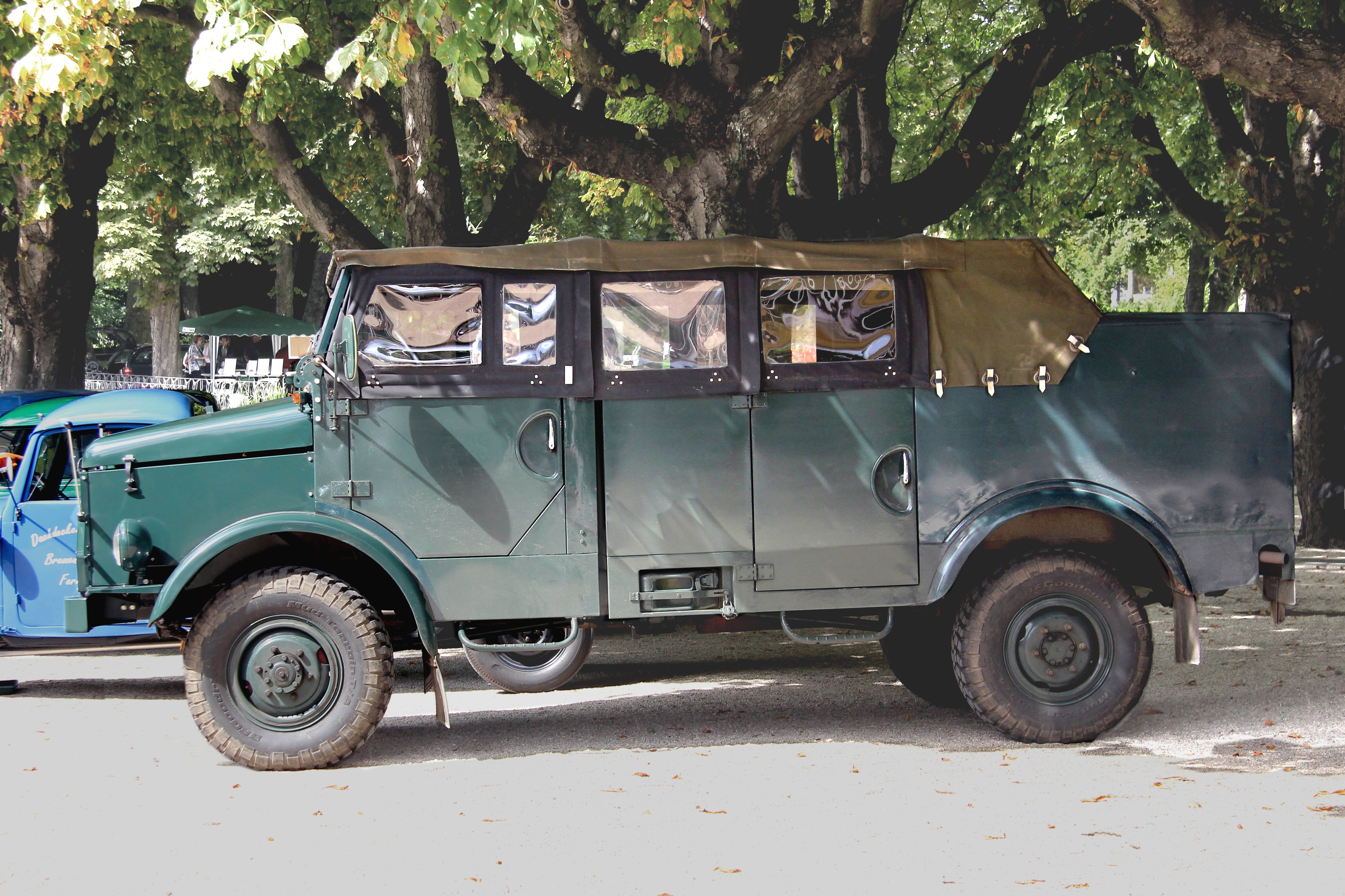
B 2000 A/O, Baujahr 1960, beim Borgwardtreffen in Bad Neuenahr 2014

Der Kübelwagen wurde als Fahrzeug für den Kompaniefeldwebeltrupp, Feuerleittrupp oder Fernmeldetrupp sowie bei der Feldjägertruppe und als Versorgungsfahrzeug genutzt, das Pritschenmodell in der Fernmeldetruppe oder auch bei den Instandsetzungsdiensten als Wartungstruppfahrzeug eingesetzt. Auch bei der Luftlandetruppe fand das Fahrzeug Verwendung. In den letzten Jahren vor Ausmusterung wurde es hauptsächlich als Fahrschulfahrzeug verwendet.
Mit Auslauf der letzten Fahrzeuge im Jahr 1975 fand dieses Baumuster keinen direkten Nachfolger. Mit der Kfz-Folgegeneration der Bundeswehr, der zweiten Generation, wurden neue Forderungen und Konzepte definiert. Die Aufgaben des Borgwards B 2000 A/O wurden bei dem Erfordernis geländegängiger Fahrzeuge durch den Lkw 1,5 t gl Unimog S 404, später LKW 2t tmil gl Unimog U 1300 L übernommen.
War keine Geländegängigkeit erforderlich, kamen der VW-5- bzw. -8-Sitzer (VW-Doppelkabine bzw. -Bus) sowie der Lkw 2 t tmil Daimler Benz L 508 D zum Einsatz. Ausgemusterte Borgward B 2000 A/O fanden häufig in Organisationen des Katastrophenschutzes, beim Deutschen Roten Kreuz, Technischen Hilfswerk oder bei der Feuerwehr eine Folgeverwendung.

## Technik

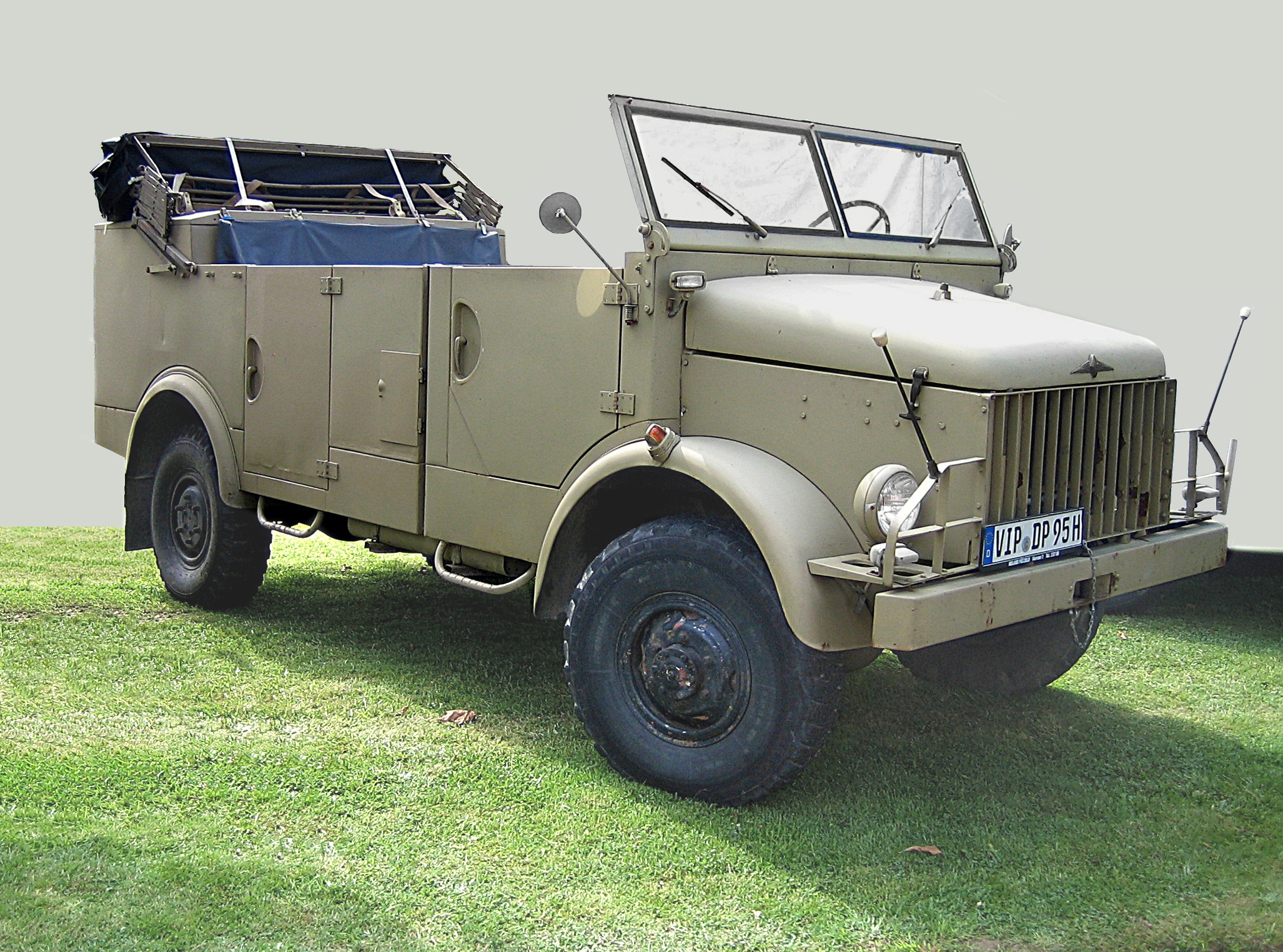
Borgward B 2000 A/O mit Scherenverdeck

### Motor und Getriebe
Der B 2000 A/O hat den für den Borgward-Pkw Hansa 2400 konstruierten Viertakt-Ottomotor, einen über der Vorderachse eingebauten Reihen-Sechszylinder mit einem Hubraum von 2337 cm³ (Bohrung 78 mm, Hub 81,5 mm), Verdichtung 6,9 : 1. Hängende Ventile werden von einer untenliegenden Nockenwelle mit Stirnradantrieb über Stoßstangen und Kipphebel gesteuert. Der Motor leistet 82 PS (60 kW) bei 4000/min. Das maximale Drehmoment beträgt 16,5 mkp (162 Nm) bei 2400/min. Der Motor hat Druckumlaufschmierung und Wasserkühlung mit Pumpe. Der Vergaser ist ein Zenith-32-NDIX-Geländevergaser, der selbst auf extremen Steigungen oder in Schieflagen zuverlässig arbeitet. Er wurde außer im Borgward B 2000 A/O in verschiedenen NATO-Fahrzeugen eingesetzt.
Das Schaltgetriebe von ZF mit Mittelschalthebel hat vier nichtsynchronisierte Vorwärtsgänge, einen Rückwärtsgang und ein Vorgelege für den Einsatz im Gelände. Zwischen Motor und Getriebe sitzt eine Einscheiben-Trockenkupplung Typ K 16 KZ von Fichtel & Sachs. Vom Schaltgetriebe wird die Antriebskraft auf ein ZF-Verteilergetriebe übertragen, das genau in der Mitte zwischen den Achsen im Rahmen eingebaut ist. Durch diese Anordnung sind beide Kardanwellen gleich lang. Im Straßenbetrieb wird nur die Hinterachse angetrieben. Der Vorderradantrieb wird bei Bedarf zugeschaltet. Im Geländegang ist der Durchtrieb starr, das heißt ohne Mitteldifferenzial auf Vorder- und Hinterachse.

### Fahrwerk und Aufbau

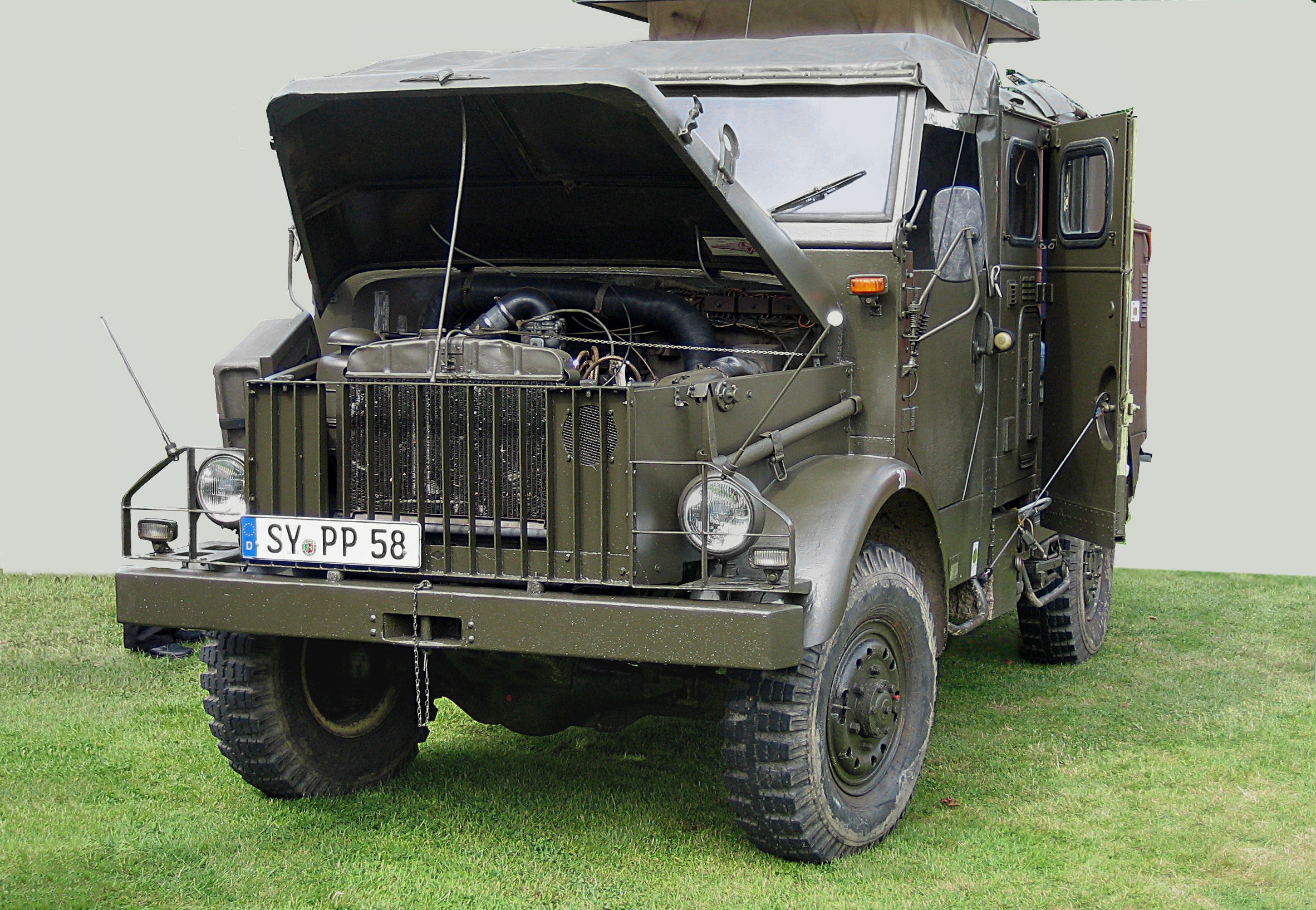
B 2000 A/O mit Sonderaufbau

Der Wagen hat einen genieteten Leiterrahmen aus U-Profilen, der als äußerst verwindungsfähig gilt und extreme Achsverschränkungen zulässt. Zwei Starrachsen werden an Halbelliptik-Blattfedern geführt. Trommelbremsen mit einem Durchmesser von 16 Zoll an allen vier Rädern sind in den meisten B 2000 A/O mechanisch zu betätigen; nur die zuletzt gebauten Fahrzeuge haben einen Bremskraftverstärker. Eine Servolenkung wie auch eine Hydraulische Kupplungsunterstützung gibt es nicht.
Der Aufbau ist aus Stahlblech. Beim Kübelwagen sind Führerhaus und Raum für mitfahrende Personen getrennt, um Verwindungen des Fahrgestells im Gelände zu ermöglichen. Durch die Trennung auf dem gleichen Fahrgestell und mit gleichem Führerhaus waren andere Aufbauten möglich.
Die Mitfahrenden sitzen einander zugewandt auf zwei quer zur Fahrrichtung eingebauten Dreierbänken. Zwei weitere Personen finden neben dem Fahrer im Führerhaus Platz. Als Wetterschutz gibt es in der Standardausführung ein Segeltuchverdeck, das von Stahlrohrbügeln gehalten wird, und anknöpfbare Seitenscheiben aus Plexiglas. Fahrzeuge für den Bundesgrenzschutz, die Polizei und andere Dienststellen haben ein sogenanntes Scherenverdeck.

## Borgward B 2000 A/O in Museen
Baumuster des Fahrzeugs sind unter anderem im Deutschen Panzermuseum in Munster, der Wehrtechnischen Studiensammlung in Koblenz und im Automuseum in Melle ausgestellt.